# Marco Perperna (cônsul em 130 a.C.)
Marco Perperna (m. 129 a.C.; em latim: Marcus Perperna) foi um político da gente Perperna da República Romana eleito cônsul em 130 a.C. com Lúcio Cornélio Lêntulo. Seu filho, Marco Perperna, foi cônsul em 92 a.C.. Foi o primeiro de sua gente a chegar ao consulado e provavelmente tinha origem etrusca, o que explica a proximidade com os Cláudios. Marco Perperna, cônsul em 92 a.C., era seu filho.

## Carreira

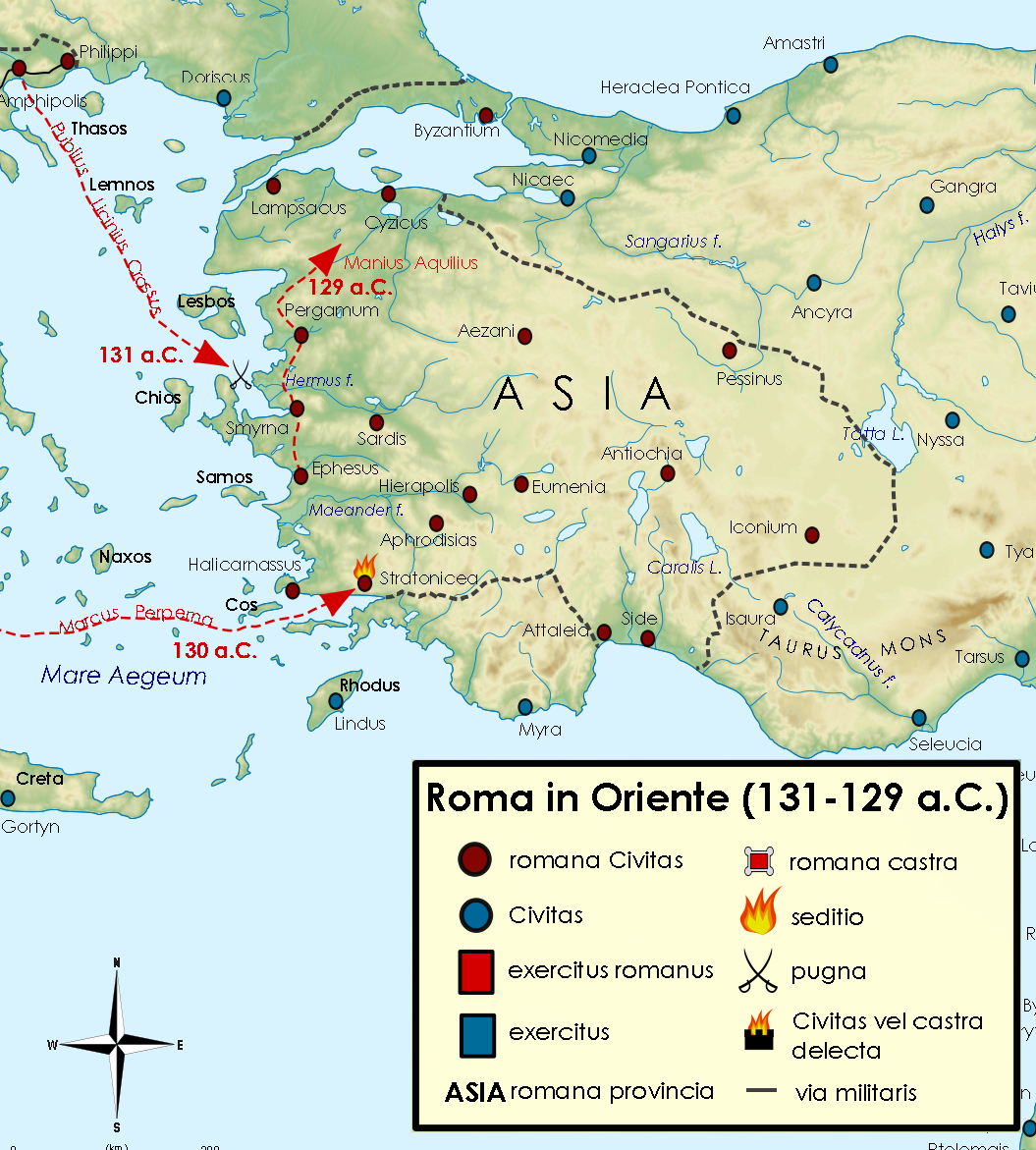
Campanhas na Ásia Menor entre 132 e 129 a.C.

Perperna foi pretor em 135 a.C. e, no mesmo ano, recebeu o comando do exército para lutar contra a revolta dos escravos iniciada na Sicília pelo escravo Euno. Por conta de suas vitórias, recebeu uma ovação de suas tropas ao retornar a Roma.
Foi eleito cônsul em 130 a.C. com Lúcio Cornélio Lêntulo e recebeu o comando da guerra contra Aristônico, que se auto-proclamou Eumenes III, herdeiro do Reino de Pérgamo, e que havia derrotado e assassinado o cônsul do ano anterior, Públio Licínio Crasso Dives Muciano. Rapidamente Perperna derrotou os inimigos, primeiro o próprio Aristônico numa batalha campal e, depois, cercando-o em Estratoniceia, a capital inimiga. A cidade foi tomada pela fome e seu "rei" foi capturado e enviado a Roma onde seria executado em 129 a.C. por ordem do Senado Romano. No ano seguinte, ainda nas vizinhanças da cidade, Perperna morreu enquanto se preparava para voltar a Roma para realizar seu triunfo e a organização da nova província romana da Ásia ficou a cargo de seu sucessor, o cônsul Mânio Aquílio.
Segundo Valério Máximo, Marco Perperna teria sido eleito sem ter a cidadania romana e, por isso, depois de sua morte, seu pai foi condenado pelos termos da Lex Papia por ter usurpado os direitos dos cidadãos romanos.